# 沿江街道 (泰州市)
沿江街道，是中华人民共和国江苏省泰州市高港区下辖的一个乡镇级行政单位。

## 行政区划
沿江街道下辖以下地区：
高港社区、滨江社区、故土社区、杨湾社区和常福社区。